# Petar IV. Aleksandrijski
Papa Petar IV. aleksandrijski (lat.: Petrus, grčki: Πέτρος, arapski: بيتروس) bio je koptski papa Aleksandrije od 567. do 569. godine. 

## Prethodnik i ustoličenje
Papa Petar IV. je naslijedio papu sv. Teodozija I. aleksandrijskog, koji je bio posljednji papa kojeg su priznavale obje Crkve, i Orijentalna i Istočna pravoslavna Crkva kao patrijarha u Aleksandriji. Radi svojih tvrdih miafizitskih stavova, godine 536. Teodozije je bio prognan po zapovijedi cara Justinijana I. jer se s njim nije slagao oko odluka sabora iz Kalcedona. Kopti su ga, iako utamničenog, i nadalje priznavali za svoga papu sve do njegove smrti. Teodozije je bio zatvoren ukupno 28 godina u tamnici u Gornjem Egiptu gdje je i umro 567. godine.
 Nakon njegove smrti Kopti su izabrali Petra IV. za njegovog nasljednika koji je, također, bio prisiljen ostati izvan Aleksandrije radi svoga miafizitskog vjerovanja koje su osporavali istočni pravoslavni carevi, jer nije bilo u skladu s vjerovanjem usvojenim na Kalcedonskom saboru.
Međutim, ni Petar IV. nije štedio svoje neistomišljenike, pa je tako, prema navodima koptske enciklopedije, odbio priznati patrijarha antiohijske Crkve Crnog Pavla, što je umalo dovelo do sukoba između dviju Crkava.

## Pozadina
Crni Pavao, patrijarh Antiohije iz VI. stoljeća bio je monofizit po vjerovanju. Rođen je u Aleksandriji, ali se preselio u Siriju gdje se i zamonašio u jednom tamošnjem samostanu. Bar Hebraeus, s kojim je dijelio monofizitsko nasuprot kalcedonskom vjerovanju, mu je dao blagoslov i postavio ga da bude patrijarh antiohijske Crkve.
Karijera Crnog Pavla bila je jako uzburkana radi monofizitskih uvjerenja, pa je stoga bio izložen progonu bizantijskih vlasti, te je, da bi se spasio, bio prisiljen skrivati se. Sklonište je pronašao na dvoru kršćanina, gasanidskog kralja al-Harih ibn Džabalaha (528. – 569.), kao i njegovog nasljednika Al-Mundhir III ibn al-Harith (569. – 581.) sve do pojave Muhameda i Islama.

Da bi obmanuo svoje progonitelje, pretvarao se da je prihvatio kalcedonsko učenje, pa je bio toplo primljen na carski dvor u Konstantinopolu gdje je umro nakon previranja unutar njegove antiohijanske Crkve.
 Za života je čak bio optužen za herezu triteizma, pa ga je radi toga papa Petar IV. izopćio. Tako se na obzoru nadvila nova prijetnja sukoba između dviju crkava. Kako bi se taj jaz premostio, biskup iz Edesse Jakov Baradej morao je prihvatiti Pavlovo izopćenje i pripremiti izaslanstvo biskupa da ode u Egipat kako bi se ponovno uspostavilo jedinstvo između Antiohije i Aleksandije, što je u konačnici i uspio te na taj način spasio Crkvu od novih sukoba.